# Michel Bodmer
Michel Bodmer (* 28. Mai 1958 in Zürich) ist ein Schweizer Fernsehredaktor, Moderator, Filmkritiker und Übersetzer.

## Leben
Nach einer Matura Typus B studierte Bodmer von 1977 bis 1985 Anglistik, Germanistik und Komparatistik. Danach begann er als Übersetzer zu arbeiten. Ab 1986 wurde er Filmkritiker und hat seither unter anderem in der Annabelle, in der Neuen Zürcher Zeitung, beim Schweizer Radio DRS und in der Weltwoche veröffentlicht. 1987 begann er beim Schweizer Fernsehen als Aushilfe der Redaktion Film zu arbeiten, 1988 war er für drei Jahre Redaktor des Fernsehspiels und 1991 wurde er festes Mitglied der Redaktion Film. Ab August 1994 moderierte Bodmer die Sendung «Delikatessen», eine Programmreihe, in der Filme gezeigt und dazu Hintergrundinformationen geliefert werden. 2001 wurde Bodmer Redaktionsleiter Film, 2004 Redaktionsleiter Film und Serien.